# Wifqi Windarto
Wifqi Windarto (* 9. Juni 1989 in Sleman) ist ein indonesischer Badmintonspieler. 

## Karriere
Wifqi Windarto wurde 2007 indonesischer Juniorenmeister im Mixed. 2008 siegte er bei den Laos International und wurde Dritter bei den New Zealand Open. 2011 stand er im Finale der St. Petersburg White Nights und der Vietnam International, wobei er letzteres Turnier gewinnen konnte.

## Sportliche Erfolge
| Saison | Veranstaltung                      | Disziplin    | Platz | Name                                 |
| ------ | ---------------------------------- | ------------ | ----- | ------------------------------------ |
| 2007   | Indonesische Juniorenmeisterschaft | Mixed        | 1     | Wifqi Windarto / Debby Susanto       |
| 2007   | Junioren-Asienmeisterschaft        | Team         | 3     | Indonesia                            |
| 2008   | Laos International                 | Herrendoppel | 1     | Wifqi Windarto / Afiat Yuris Wirawan |
| 2008   | New Zealand Open                   | Herrendoppel | 3     | Wifqi Windarto / Afiat Yuris Wirawan |
| 2011   | St. Petersburg White Nights        | Herrendoppel | 2     | Fernando Kurniawan / Wifqi Windarto  |
| 2011   | Vietnam International              | Herrendoppel | 1     | Fernando Kurniawan / Wifqi Windarto  |